# Punta d'Arbola
La Punta d'Arbola (3.235 m s.l.m. - Ofenhorn in tedesco; z'Hofuhorä  in walser formazzino) è una montagna delle Alpi del Monte Leone e del San Gottardo (nelle Alpi Lepontine) lungo la linea di confine tra l'Italia e la Svizzera.

## Descrizione

Foto aerea nel 1927

La Punta d'Arbola sul versante italiano si affaccia sulla Val Formazza. È considerata una delle montagne più rilevanti della zona.

## Punti d'appoggio
- Rifugio Margaroli.[3]